# Giulio Variboba
Giulio Variboba (arb.: Jul Variboba; 1724–31 grudnia 1788) – poeta arbereski, który wniósł znaczący wkład w literaturę w języku albańskim.

## Życie
Variboba urodził się w San Giorgio Albanese w prowincji Cosenza w rodzinie pochodzącej z regionu Mallakastra w południowej Albanii. Studiował w seminarium Corsini w San Benedetto Ullano, centrum nauki i szkolenia dla bizantyjskiego greckiego kapłaństwa. Seminarium to, założone w 1732 r. Przez papieża Klemensa XII, wpłynęło na rozwój kulturalny Arboreszów w Kalabrii w XVIII wieku, podobnie jak greckie seminarium w Palermo dla Arboreszów na Sycylii. Variboba, jeden z pierwszych uczniów, został wyświęcony na kapłana w 1749 r. I wrócił do rodzinnego San Giorgio, aby pomóc swojemu starszemu ojcu Giovanni, arcykapłanowi parafii. Nawet podczas studiów w seminarium na Corsini Variboba wykazywał wyraźną preferencję dla obrządku łacińskiego (katolickiego) nad tradycyjnym obrządkiem greckim bizantyjskim w kościele arboreskim. W późniejszych latach jego polemiczne poparcie dla przejścia na obrządek łaciński sprawiło, że stał się dość niepopularny zarówno w parafii, jak i w lokalnej hierarchii kościelnej w Rossano, w szczególności po bezpośrednim apelu do papieża. Ostatecznie został zmuszony do wygnania, początkowo do Kampanii i Neapolu, aw 1761 r. Osiadł w Rzymie, gdzie spędził resztę swoich dni.